# 하비 J. 올터
하비 제임스 올터(영어: Harvey James Alter, 1935년 9월 12일 ~ )는 미국의 바이러스학자, 의학 연구원이다. 2020년에 C형 간염 바이러스를 규명한 공로로 마이클 호턴, 찰스 M. 라이스와 함께 노벨 생리학·의학상을 수상했다.

## 수상 경력
- Karl Landsteiner Memorial Award(1992년)
- 래스커상(2000년)
- 가드너 국제상(2013년)
- 노벨 생리학·의학상(2020년)